# كارستن بورشغرفنك
كارستن بورشغرفنك (بالنرويجية: Carsten Egeberg Borchgrevink) ولد في 1 ديسمبر 1864م وتوفي في 21 افريل 1934م كان المستكشف الانجلو نرويجي للقطب الجنوبي ورائدا من رواد القطب الجنوبي وكان في مقدمة من روبرت فالكون سكوت، إرنست شاكلتون، روال أموندسن وغيرها من أسماء أكثر مشهورة المرتبطة العمر البطولية من استكشاف القطب الجنوبي. وقال انه بدأ حياته المهنية في عام 1894 والاستكشافية من خلال الانضمام إلى حملة لصيد الحيتان النرويجية، من الذي قال انه أعاد مجموعة من العينات الأولى من الحياة النباتية داخل الدائرة القطبية الجنوبية.

## تعليمه
ولد كارستن في أوسلو، وهو ابن محام نرويجي، النبيل هنريك كريستيان، والأم الإنجليزية، آني، ريدلي ني. . كانت العائلة تعيش في حي يورنينبورغ، حيث رولد أموندسن، وهو زميل في اللعب في مرحلة الطفولة في بعض الأحيان،  تلقى تعليمه في كلية بورشغرفنك، بأوسلو، وفيما بعد (1885-1888) في كلية الملكية للغابات في، ولاية سكسونيا، في ألمانيا.

## وفاته
توفى كارستن في أوسلو في 21 نيسان 1934. على الرغم من «رغبة الهوس إلى حد ما إلى أن يكون الأول» له، وهناك عدد من المعالم الجغرافية في القارة القطبية الجنوبية باسمه احياء لما قدم، بما في ذلك ساحل بورشغرفنك في أرض فيكتوريا،

## روابط خارجية
- كارستن بورشغرفنك على موقع الموسوعة البريطانية (الإنجليزية)